# Торне, Марта
Ма́рта Торне́ Грасия (исп. Marta Torné Gracia; род. 10 марта 1978, Барселона) — испанская актриса и телеведущая, наиболее известная по роли Марии Альмагро в сериале «Чёрная лагуна».
За роль Марии Марта Торне в 2009 году получила номинацию на премию телевизионного фестиваля в Монте-Карло.

## Биография

### Ранние годы
Марта Торне родилась в семье домохозяйки Терезы Торне и чертёжника Джона Мануэля. После школы она пошла работать на киностудию, откуда начальники, на которых Марта произвела впечатление, отправили её на курсы аудиовизуальной продукции и радиошоу. После курсов Марта Торне устроилась на радио. Она вела утренние программы, и ей приходилось вставать в 4 утра. Марта работала на станциях D9R, Radio Estel, Flaix FM и RAC 1 и успела полюбиться слушателям.

### Кинокарьера
Марта начала сниматься с 2006 года, и одна из её первых ролей стала самой знаменитой. Марта сыграла уборщицу Марию Альмагро в сериале «Чёрная лагуна». Сериал продолжался семь сезонов, после чего карьера Марты Торне продолжилась на телевидении. Марта ведёт ток-шоу «Algo Pasa con Marta» на канале La Sexta. Также она продолжает сниматься в кино и играть в театре.

## Фильмография
| Год       |     | Русское название | Оригинальное название   | Роль                           |
| --------- | --- | ---------------- | ----------------------- | ------------------------------ |
| 2000      | с   |                  | Pasapalabra             | камео                          |
| 2004—2011 | с   |                  | Arucitys                | камео                          |
| 2005—2011 | с   |                  | El programa de Ana Rosa | камео                          |
| 2005—2011 | с   |                  | Buenafuente             | камео                          |
| 2006      | с   | Муравей          | El hormiguero           | камео                          |
| 2007      | кор |                  | Impávido                | Nora                           |
| 2007—2010 | с   | Чёрная лагуна    | El internado            | Мария Альмагро / María Almagro |
| 2009      | с   |                  | Divendres               | камео                          |
| 2010      | с   | Защищённые       | Los protegidos          | Хулия / Julia Redondo          |
| 2011—2011 | с   | Ангел или демон  | Ángel o demonio         | Марго / Margot                 |
| 2012      | ф   |                  | Impávido                |                                |